# SÜC Bus & Aquaria
Die Städtischen Werke Überlandwerke Coburg Bus & Aquaria GmbH betreiben in Coburg das Hallenfreibad Aquaria sowie den Stadtbusverkehr in Coburg.

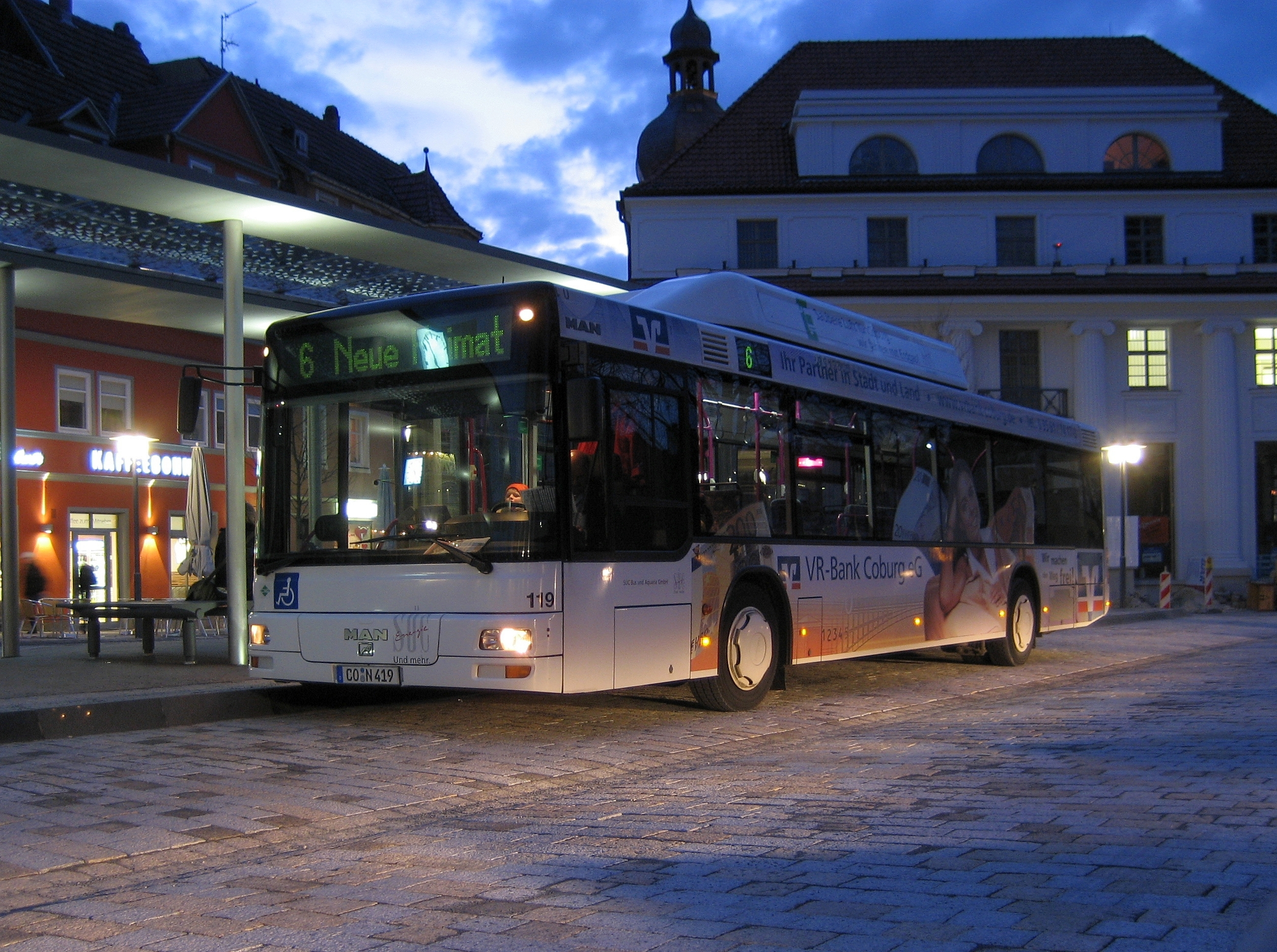
Erdgasbus der SÜC Bus & Aquaria GmbH an der Zentralen Umsteigehaltestelle Theaterplatz

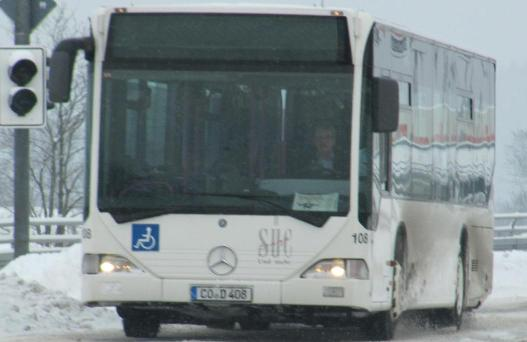
Citaro der SÜC

## Busbetrieb
Der Betriebsbereich Bus wurde 2001 gegründet und koordiniert und betreibt den Stadtbusverkehr in Coburg sowie den Nachbargemeinden Ahorn, Dörfles-Esbach, Niederfüllbach und Unterlauter.
In diesem Einzugsbereich wohnen etwa 55.000 Personen, durchschnittlich nutzen täglich 15.000 Fahrgäste die Busse der SÜC Bus & Aquaria GmbH. Die Betriebszeit der Stadtbusse liegt Montag bis Freitag zwischen 05:00 bis ca. 21:00 Uhr, Samstags zwischen 06:00 & zirka 20:00 Uhr sowie Sonntags zwischen 11:15 & zirka 20:00 Uhr. Nach Betriebsschluss verkehren in Regie der SÜC Bus & Aquaria GmbH Anruf-Sammel-Taxen (AST´s) bis 23:30 Uhr, am Wochenende sogar bis 03:45 Uhr.
Zu besonderen Veranstaltungen in der Coburger Innenstadt wird die Betriebszeit der Stadtbusse teilweise bis 24 bzw. 03:30 Uhr verlängert. Beispiele hierfür sind die Late-Night-Shopping-Nächte bzw. das Samba-Festival.

### Infrastruktur
Die Verwaltung, die Betriebsleitzentrale sowie die Werkstatt befinden sich in einem Gebäudekomplex zwischen der Bamberger- und Uferstraße im Süden Coburgs. Dort werden alle Busse des Verkehrsbetriebs sowie einige Busse des DB Frankenbus (Omnibusverkehr Franken, OVF) gewartet und abgestellt.

### Fuhrpark
Im Stadtverkehr werden aktuell 39 Niederflurbusse eingesetzt.
Von 2001 bis 2006 wurden insgesamt 15 Stadtbusse mit Erdgasantrieb beschafft.
| Anzahl | Hersteller | Modell                | Antriebsart | Türanzahl | Sitzplätze | Stehplätze | Gesamtplätze pro Bus |
| 7      | MAN        | NL313 CNG             | Erdgas      | 3         | 32         | 52         | 84 Personen          |
| 2      | Evobus     | O530 CNG              | Erdgas      | 2         | 28         | 58         | 86 Personen          |
| 3      | MAN        | NL 280LC              | Diesel      | 2         | 31         | 50         | 81 Personen          |
| 4      | MAN        | NL 283LC              | Diesel      | 2         | 32         | 57         | 89 Personen          |
| 3      | Evobus     | O530 II               | Diesel      | 2         | 29         | 62         | 91 Personen          |
| 3      | Evobus     | O 530 C2              | Diesel      | 2         | 29         | 66         | 95 Personen          |
| 3      | MAN        | NL 223LC              | Diesel      | 2         |            |            |                      |
| 2      | MAN        | NL 283LC              | Diesel      | 2         |            |            |                      |
| 3      | Evobus     | O 530 C2              | Diesel      | 2         |            |            |                      |
| 3      | Evobus     | O 530 C2              | Diesel      | 2         |            |            |                      |
| 2      | Solaris    | Urbino 12 IV          | Diesel      | 2         |            |            |                      |
| 4      | Solaris    | Urbino 12 IV          | Diesel      | 2         |            |            |                      |
| 3      | Solaris    | Urbino 12 IV Facelift | Diesel      | 2         |            |            |                      |

Im Jahr 2007 wurde der erste Bus der O405-Reihe ausgemustert, die nächsten zwei Busse folgten erst im Spätsommer 2010 aufgrund eines Unfalls bzw. technischen Defekts. Im Dezember 2010 kamen vier neue MAN Lion’s City auf den Betriebshof, die zwei Busse des Typs O405 aus dem Jahre 1988 ersetzten. Im Jahr 2015 wurden die letzten 3 drei Busse des Typs O 405 N ausgemustert.
Ende 2009 wurden 30 Busse mit Doppelbildschirmen zur Fahrgastinformation ausgerüstet, wobei auf dem linken die nächsten fünf Haltestellen und auf dem rechten ein Mix aus aktuellen Nachrichten und Werbung angezeigt. Die Ende 2010 neu angeschafften MAN Lion’s City und in den Folgejahren beschafften Citaros erhielten ebenfalls je einen Doppelbildschirm.
Bis November 2011 erfolgten akustische Haltestellenankündigungen nur sporadisch durch das Fahrpersonal, seit November 2011 erfolgt diese durch eine automatische Frauenstimme.

## Hallenfreibad Aquaria
Das Freibad in der Rosenauer Straße wurde 1926, das daneben liegende Hallenbad 1973 eröffnet. Die Bäder wurden 1998 „Aquaria“ getauft und von der Stadt Coburg auf die SÜC übertragen. Der letzte Um- und Neubau war Ende 2004 abgeschlossen.
Im Hallenbadgebäude gibt es vier verschiedene Schwimmbecken, diese sind ein Sportbecken, ein Nicht- bzw. Lehrschwimmbecken, ein Kinderbecken sowie ein 4-Jahreszeitenbecken mit niveaugleichem Übergang nach außen. Die 86 Meter lange Wasserrutsche beginnt und endet im Gebäude, wird den restlichen Abschnitt aber außerhalb des Hallenbads geführt.
Der Außenbereich bietet neben einem Sportbecken, einem Wellenbecken mit abgetrenntem Kinderwellenbad, ein sogenanntes 4-Jahreszeitenbecken mit überdachtem Strömungskanal.
Des Weiteren befinden sich ein Sprungturm sowie ein Wasserspielplatz für Kinder auf dem Freibadgelände.